# Jon Andoni García Arambillet
Jonan García Aranbillet (Bilbao, 8 de gener de 1983) és un exfutbolista basc, que jugava en la posició de migcampista. Va ser internacional per Espanya en categories inferiors.

## Trajectòria esportiva
Format al planter de l'Athletic Club, debuta amb el primer equip a la campanya 03/04, en la qual marca 2 gols en 23 partits. Roman una temporada més a l'Athletic i el 2005 recala al CE Castelló, on marca set gols en 32 partits. A l'any següent fitxa pel Ciudad de Murcia, també a la Segona Divisió.
El 2007 juga la lliga grega amb l'Aris FC. Als pocs mesos, retorna a la competició espanyola per militar al modest Eivissa. L'estiu del 2008 s'incorpora a la SD Huesca, amb qui retorna a la Segona Divisió, jugant 20 partits. No continua a l'equip aragonès i a la temporada següent es desplaça a la UE Lleida.

## Palmarès
Espanya sub-19
- Campionat d'Europa de Futbol sub-19 de la UEFA: 2002[1]